# Flughafenfeuerwehr

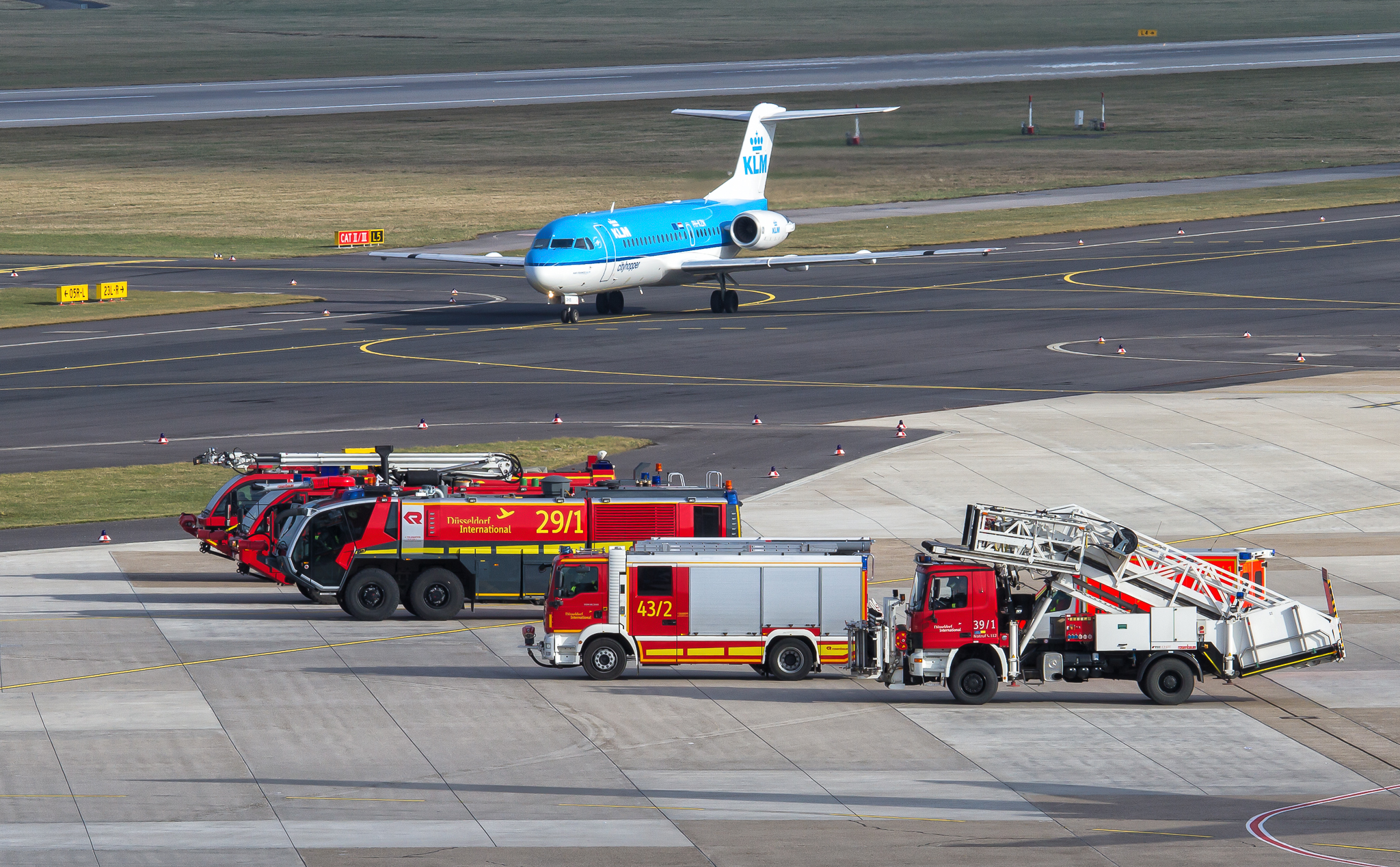
Feuerwehr am Flughafen Düsseldorf, 2013

Eine Flughafenfeuerwehr ist eine Werkfeuerwehr oder Betriebsfeuerwehr, die auf einem Flughafen den abwehrenden Brandschutz sicherstellen und bei Zwischenfällen oder Unfällen zum Retten der Flugzeugpassagiere, Löschen brennender Flugzeuge und Bergen havarierter Flugzeuge zum Einsatz kommt. In vielen Ländern schreiben Gesetze eine sehr kurze Zeitspanne zwischen Alarmierung und Einsatz der Feuerwehr vor, so dass größere Flughäfen meist eine eigene Flughafenfeuerwehr besitzen.

## Aufgaben und Fähigkeiten

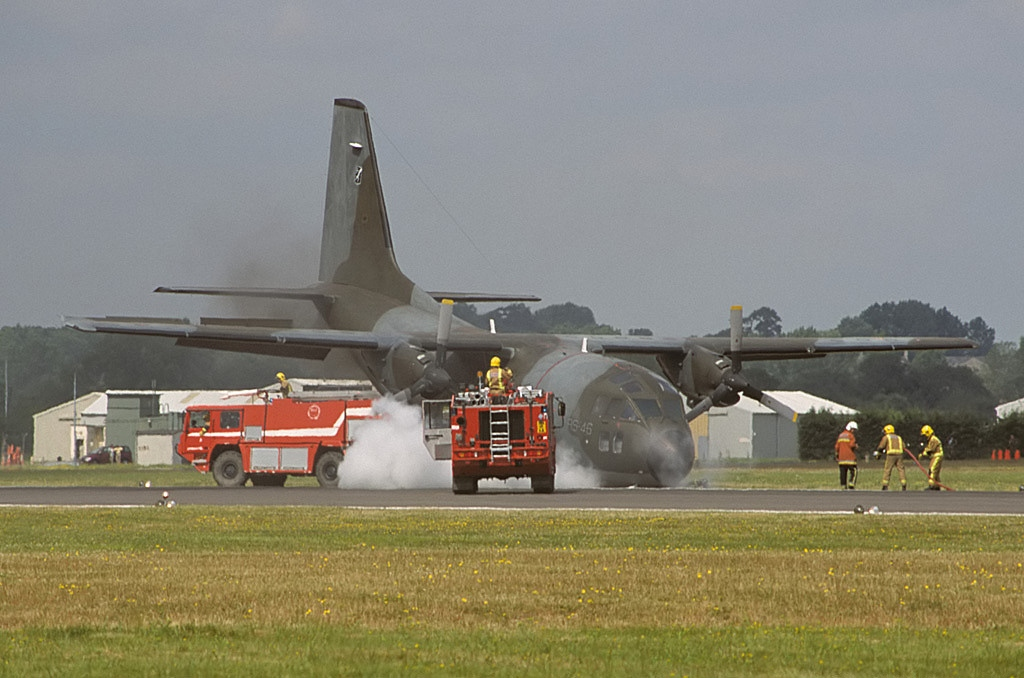
Flughafenfeuerwehr im Einsatz

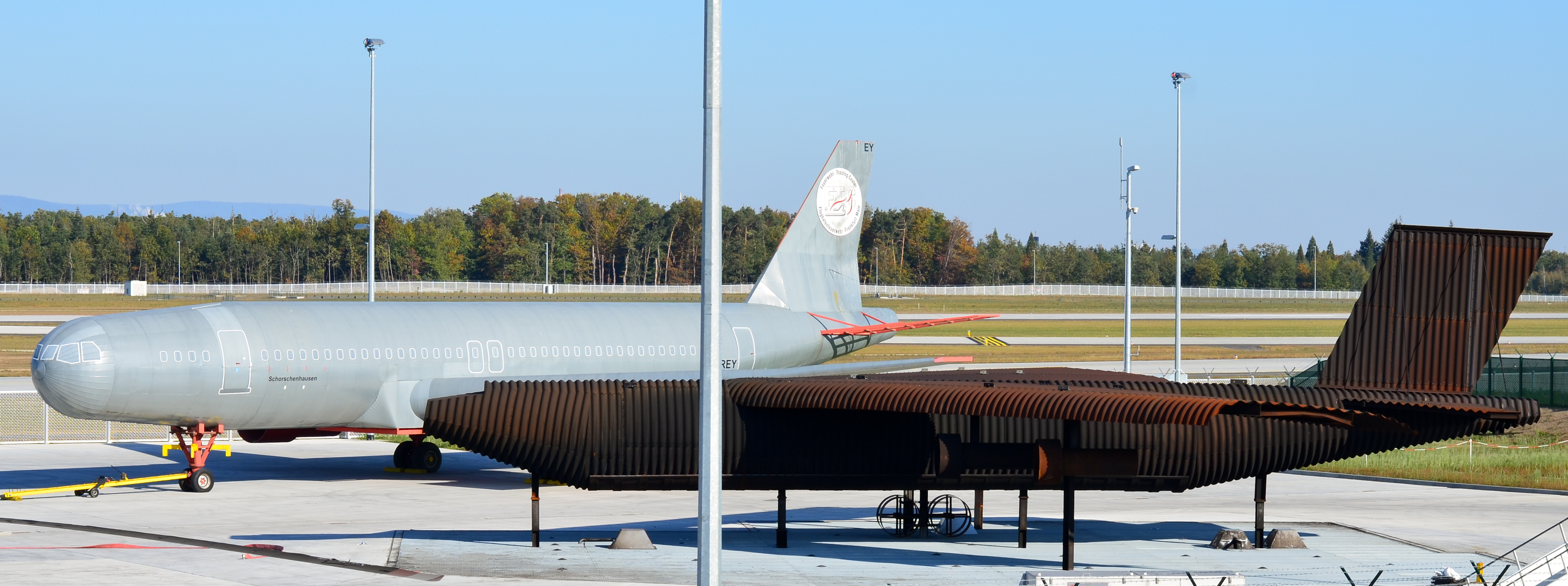
Flugzeugattrappen für Löschübungen am Flughafen Frankfurt

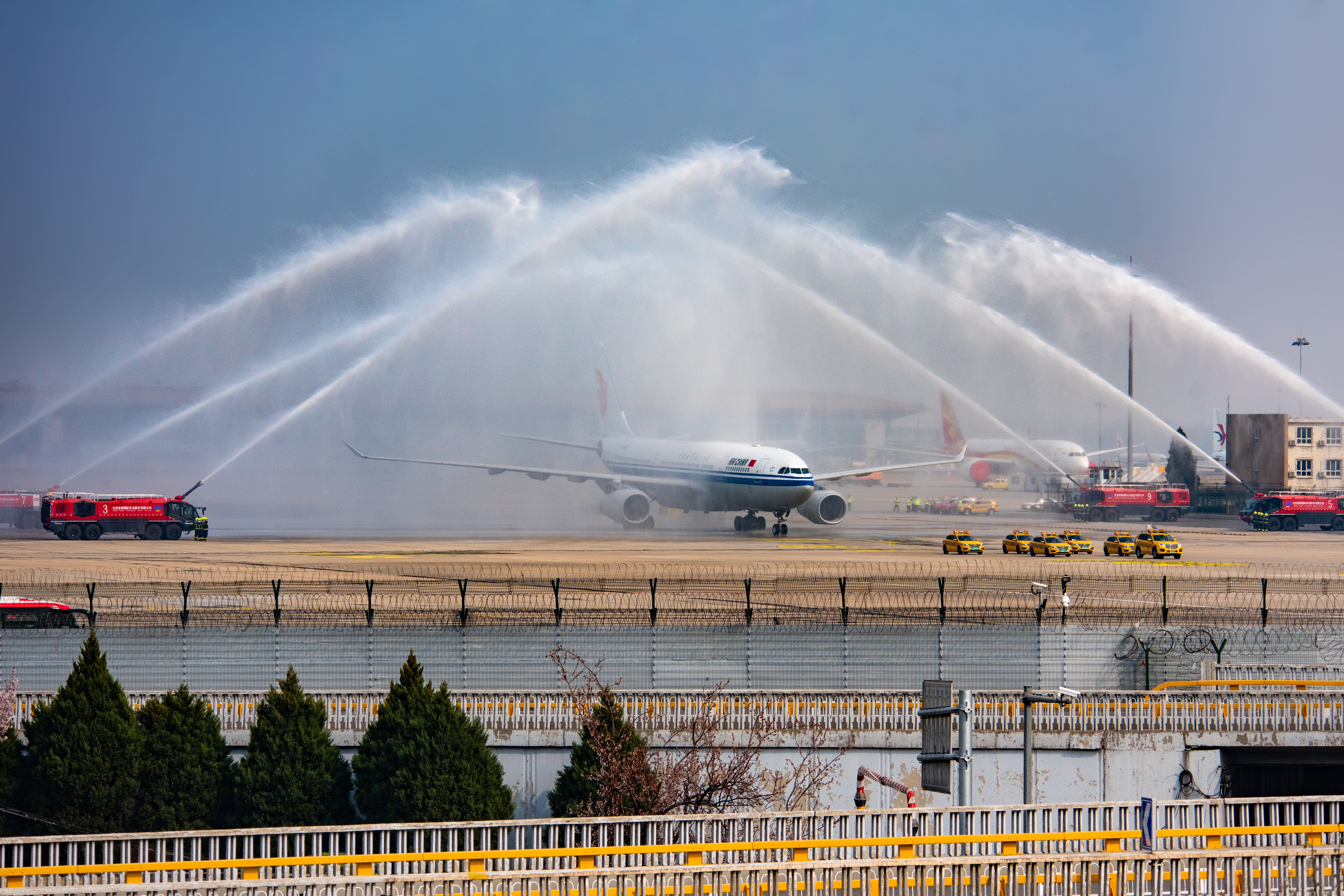
Die Flughafenfeuerwehr begrüßt ein Flugzeug mit Wasserfontänen.

Folgende Aufgabenbereiche lassen sich für die meisten Flughafenfeuerwehren identifizieren:
1. Flugzeugbrandschutz – Jeder Flughafen erfüllt Flugzeugbrandschutz nach einer Kategorie der Richtlinien der internationalen Zivilluftfahrtorganisation ICAO.
2. Technische Hilfe – Zur technischen Hilfe gehört das Abbinden von auslaufenden Betriebsmitteln (z. B. Kraftstoff), die Bergung eines verunfallten Flugzeugs oder auch die Bergung von Gefahrgut an Bord solcher Luftfahrzeuge.
3. Gebäudebrandschutz/Technische Hilfeleistung – Bei vielen Flughafenfeuerwehren gehört auch der abwehrende Brandschutz an den Terminals und anderen Flughafengebäuden zum Aufgabenportfolio.
4. Rettungsdienst – Für die medizinische Notfallhilfe und Erste-Hilfe-Leistung wird ein Rettungsdienst vorgehalten, da ein tatsächlicher Unfall mit einem Passagierflugzeug oftmals einen Massenanfall von Verletzten auslöst, der nur mit einer großen Anzahl an Rettungskräften bewältigt werden kann.

Zudem unterhalten einige Flughafenfeuerwehren ein eigenes Ausbildungszentrum, in dem neues Personal in die Aufgaben, die sich an einem Flughafen von einer Berufsfeuerwehr unterscheiden, ausgebildet werden können.
Um die Vorgabe der ICAO, dass jeder mögliche Unfallort auf dem Flughafengelände innerhalb einer Hilfsfrist von drei Minuten erreicht sein muss, einzuhalten, haben internationale Flughäfen wie Frankfurt oder München mehrere Feuerwachen über das gesamte Flughafenareal verteilt.

## Fahrzeuge und Ausrüstung

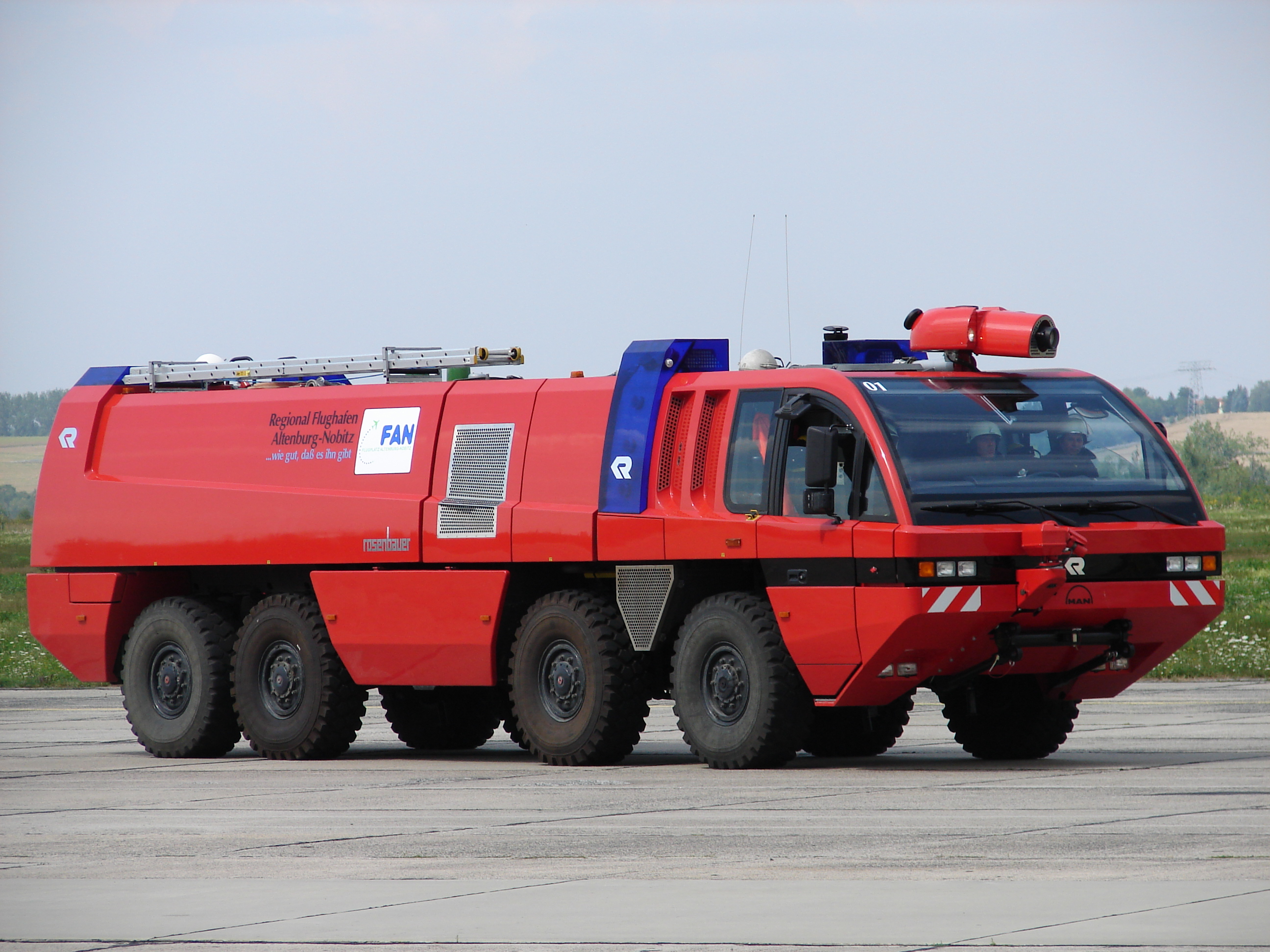
FLF Panther des Flughafens Altenburg-Nobitz

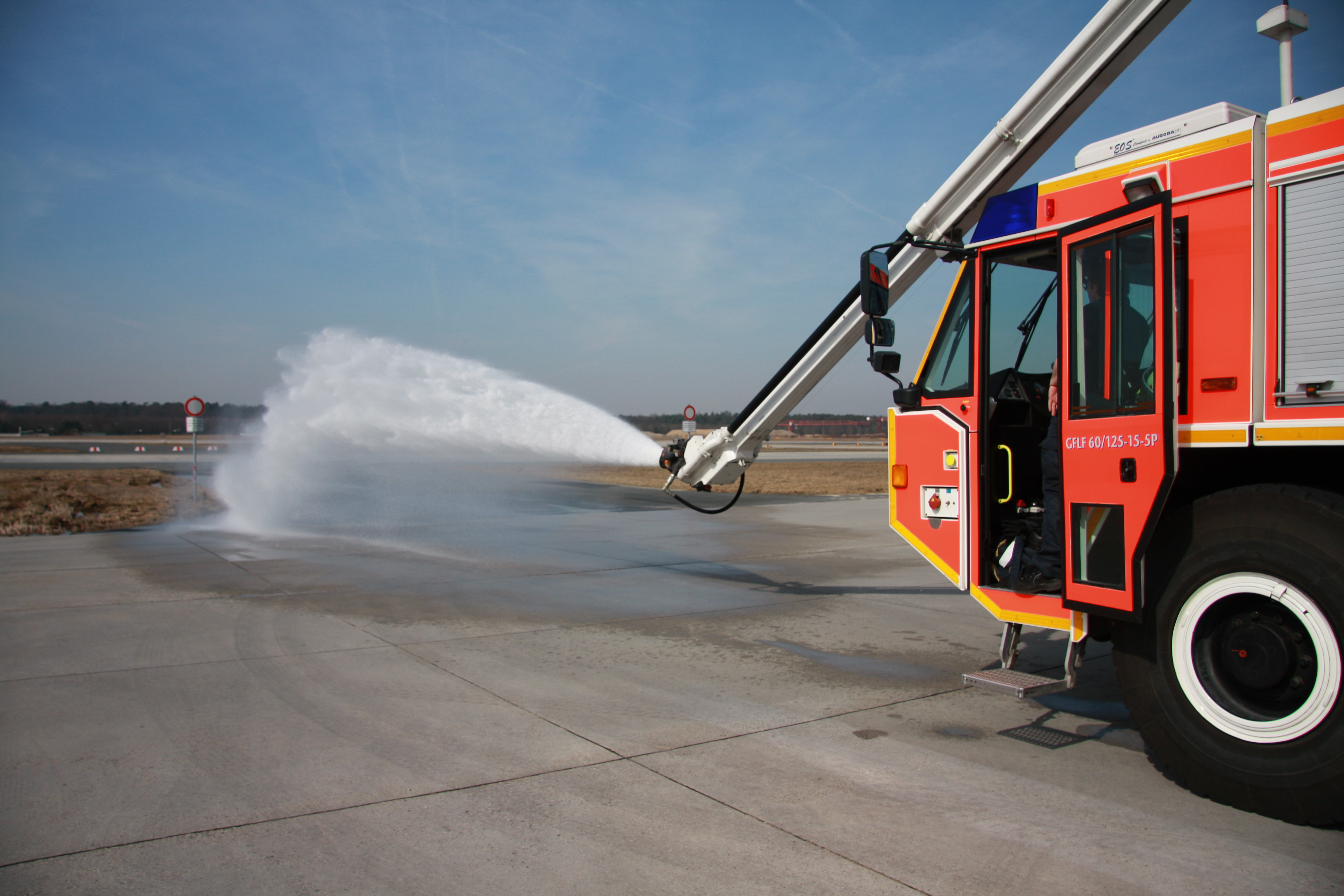
Rosenbauer Simba 8x8 der Flughafenfeuerwehr Frankfurt am Main

Ein großes Flugfeldlöschfahrzeug hat eine Motorleistung bis zu 800 kW und erreicht trotz des großen Gesamtgewichts oftmals eine Geschwindigkeit von 120 km/h in 40 s. Gegenüber einem normalen Tanklöschfahrzeug verfügt es über einen deutlich größeren Wassertank (bis 12.000 l) sowie viel Schaummittel, da es im Einsatz nicht möglich ist, eine Zubringleitung zur Wasserversorgung zu errichten. Die Feuerlöschpumpe hat üblicherweise eine Leistung von etwa 6.000 l/min und benötigt hierzu einen eigenen Motor.                       Flugfeldlöschfahrzeuge haben üblicherweise eine Besatzung von ein bis drei Personen.
Einer der weltweit größten Hersteller von Flugfeldfeuerwehrfahrzeugen ist die österreichische Firma Rosenbauer.
Als Ergänzung der Flugfeldlöschfahrzeuge sind noch weitere normale  Feuerwehrfahrzeuge wie Drehleitern, Hilfeleistungslöschgruppenfahrzeuge oder Einsatzleitwagen, die in ihrer Ausrüstung den Anforderungen angepasst wurden, vorhanden.
Aber auch in der persönlichen Ausrüstung gibt es auf Grund erhöhter Risiken Abweichungen von den üblichen Feuerwehren. So hat beispielsweise die Feuerwehr des Flughafens Wien-Schwechat Uniformen in blass-goldener Naturfaserausführung eingeführt, die Temperaturen bis 1.000 °C aushalten. Die Uniformen in den herkömmlichen Ausführungen und Farben absorbieren zu stark, um bei diesen hohen Temperaturen zu bestehen.

## Werkfeuerwehr und städtische Feuerwehr

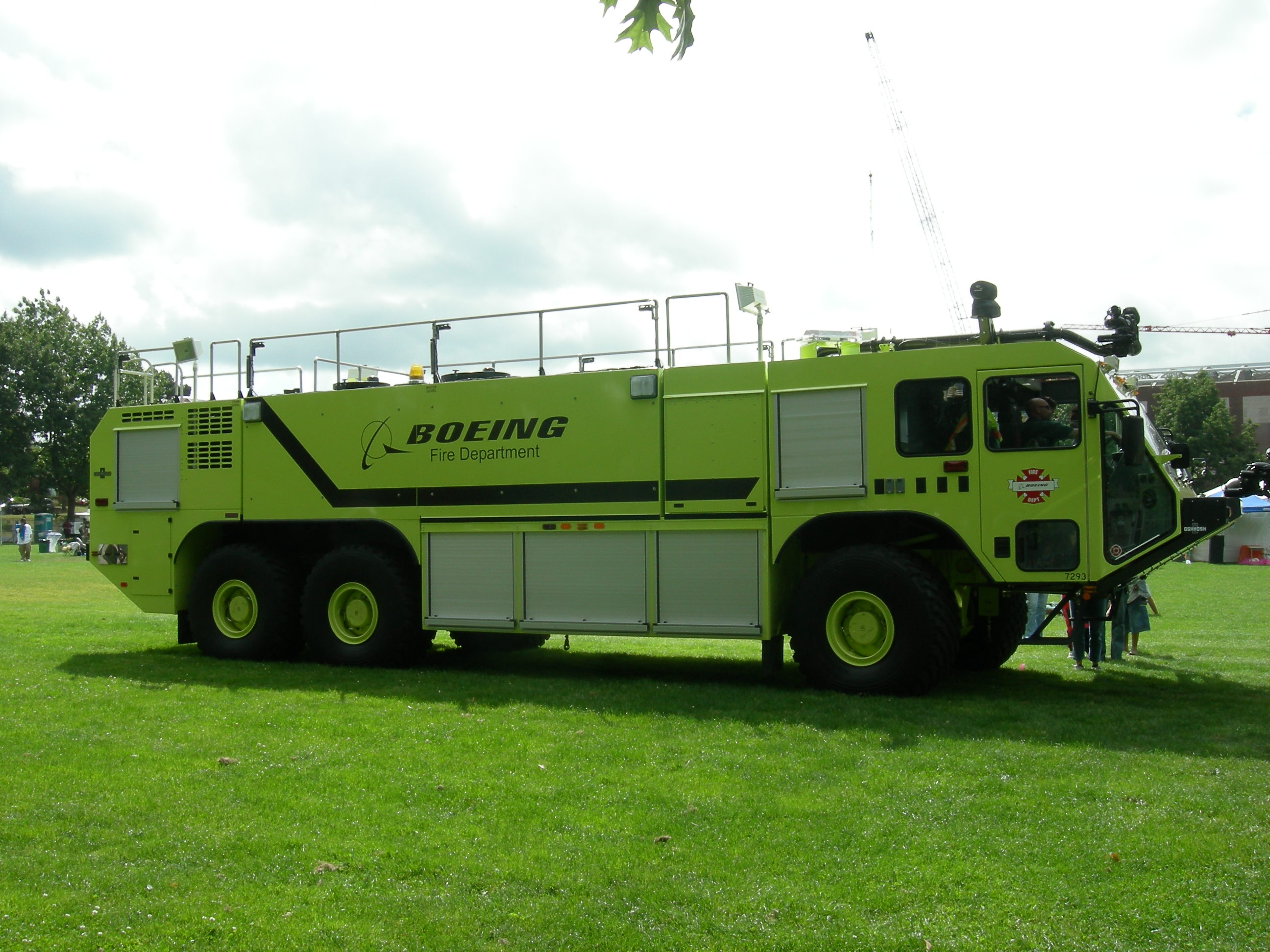
Schweres Löschfahrzeug der Boeing-Werke

Die meisten Flughafenfeuerwehren in Deutschland sind als Werkfeuerwehr organisiert und werden so auch geführt. Einige Flughafenfeuerwehren sind ihrem Auftrag und ihrem Status nach ausschließlich für den Flugzeugbrandschutz zuständig und nicht für den Gebäudebrandschutz, die meisten Flughafenfeuerwehren sorgen aber in der Regel gleichermaßen für Flugzeugbrandschutz, Gebäudebrandschutz und Rettungsdienst. Zu den Flughafenfeuerwehren als Werkfeuerwehr gesellen sich in neuster Zeit auch immer mehr Flughafenfeuerwehren, die der städtischen Feuerwehr, in der Regel eine Berufsfeuerwehr, zugeordnet sind und von dieser auch geführt werden.
Diese Art von Flughafenfeuerwehr wird als „normale“ Feuerwache geführt und mit Personal der Berufsfeuerwehr besetzt, es handelt sich somit um Beamte des Feuerwehrtechnischen Dienstes. Diese Beamten werden in aller Regel auch noch durch Betriebskräfte unterstützt, die als Freiwillige Feuerwehr organisiert werden können. Die Einbindung dieser Kräfte ist genau so wie bei den Werkfeuerwehren. Zwischen der Stadt und dem Flughafen bestehen Abkommen über Finanzierung der Fahrzeuge, der Flughafenfeuerwehr und der Zahlungen der Personalkosten. Die Stadt nimmt dafür dem Flughafen einige Aufgaben und Probleme ab. Beispiele für eine Flughafenfeuerwehr bei der städtischen Feuerwehr finden sich in Dortmund bei der Feuerwehr Dortmund oder auch bei der Feuerwehr Braunschweig. Die Feuerwehren übernehmen auch die Aus- und Fortbildung der Berufsfeuerwehrleute und der Freiwilligen Feuerwehrleute.
Da Brandeinsätze für Flughafenfeuerwehren nicht so häufig sind, besteht somit für die Einsatzkräfte der Flughafenfeuerwehr die Möglichkeit, Einsatzpraxis in regelmäßigen Abständen an einer anderen Feuerwache der Berufsfeuerwehr zu sammeln.

## Liste von Flughafenfeuerwehren mit eigenem Artikel
- Flughafenfeuerwehr Düsseldorf
- Flughafenfeuerwehr Frankfurt am Main
- Werkfeuerwehr Flughafen Leipzig/Halle
- Flughafenfeuerwehr München